# Ludvig Wimmer
Ludvig Frands Adalbert Wimmer (født 7. februar 1839 i Ringkøbing, død 29. april 1920 i København) var en dansk sprogforsker, forfatter og professor i runologi.

## Liv
Han blev student fra Ribe Katedralskole 1857, tog 1866 magisterkonferens i nordisk filologi, blev 1868 dr. phil. på den sproghistoriske afhandling Navneordenes Bøjning i ældre Dansk, blev 1871 midlertidig docent i sammenlignende sprogvidenskab, 1876 docent i nordisk filologi, var 1886—1910 ordinær professor i nordiske sprog ved Københavns Universitet.
Wimmers forfattervirksomhed var især på den ældre nordiske sproghistories og runeforskningens område af grundlæggende betydning: hans doktorafhandling er et af de betydningsfuldeste værker om dansk i den ældre middelalder, hans Oldnordisk Formlære (1870, tysk udgave 1871, svensk udgave 1874) er for bøjningslærens vedkommende grundlaget for alle senere fremstillinger af den oldnordiske sproglære; en kortere bearbejdelse af formlæren har tillige med den udmærkede Oldnordisk Læsebog (1870, 8. udgave 1922) i en menneskealder været så at sige de eneste brugte lærebøger i »oldnordisk« i alle Danmarks højere skoler.
Han er begravet på Bispebjerg Kirkegård.

## Virke som runeforsker
Størst berømmelse høstede han som runeforsker. Allerede 1867, kort efter at Sophus Bugges epokegørende læsning af guldhorns-indskriften var fremkommet, skrev Wimmer i Aarbøger for nordisk Oldkyndighed sin første runeafhandling "De ældste nordiske Runeindskrifter", i hvilken han under form af en kritik af Stephens’ The Old-Northern Runic Monuments ikke alene tydede flere hidtil uforståede urnordiske runeindskrifter, men også i store træk bestemte det urnordiske sprogs stilling og betydning på en måde, som eftertiden i alt væsentligt har godkendt. Med Bugge, hvis første afhandlinger om de ældste runeindskrifter fremkom næsten samtidig, deler Wimmer således æren af at have opdaget og videnskabelig skildret Nordens ældste sprog fra tiden før vikingetogenes begyndelse.

### Spørgsmålet om runeskriftens oprindelse
Spørgsmålet om selve runetegnenes oprindelse og forholdet mellem de forskellige runerækker, som kun løselig var blevet berørt i den sidstnævnte afhandling, tog Wimmer op til udførlig behandling i den berømte afhandling Runeskriftens Oprindelse og Udvikling i Norden (Aarbøger for nordisk Oldkyndighed, 1874; omarbejdet og forøget udgave med titel Die Runenschrift, Berlin 1887); Wimmer søger heri at påvise, at de ældste, fællesgermanske runer er en omdannelse af de romerske kapitalbogstaver, således som de brugtes i den første kejsertid, og at de yngre, særlig nordiske runer er opståede af de ældre ved omformninger, der havde deres grund dels i forandringer i sproget, dels i den mere udstrakte anvendelse, som gjordes af runerne i vikingetiden. Wimmers resultater blev i 30 år så at sige urokkede, og har selv i den nyeste tid fået forsvarere (blandt andre Erik Moltke), mens de fleste sprogforskere senere søgte hovedkilden til runerne i det græske alfabet og kun opfattede nogle få runer som oprindeligt romerske. I ethvert tilfælde hævder Wimmers afhandling sin plads ikke alene som det vigtigste af de værker, der bragte undersøgelsen af runeskriftens tilblivelse ind i et videnskabeligt spor, men også som hovedværket om de forskellige nordiske runerækkers forhold til de fællesgermanske runer.

### De danske Runemindesmærker
Det arbejde, der dog især kastede glans over Wimmers navn, er det kæmpeværk, hvori han behandler alle Danmarks (derunder indbefattet Skånes og Sønderjyllands) runemindesmærker. Efter, at Wimmer ved rejser (1876 og mange følgende år) i og uden for kongeriget Danmark på stedet havde undersøgt alle bevarede danske runemindesmærker (jfr. Wimmers Universitetsprogram Om Undersøgelsen og Tolkningen af vore Runemindesmærker [1895]), og han som en slags forløber havde udsendt det mønsterværdige skrift Døbefonten i Aakirkeby Kirke (1887) og det, også i historisk henseende, fortrinlige festskrift Sønderjyllands historiske Runemindesmærker (1892), fremkom endelig 1893 første halvbind af det store nationalværk De danske Runemindesmærker, der i 4 store foliobind (1893—1908; en håndudgave ved Lis Jacobsen udkom 1914) gav beskrivelser, afbildninger (ved Magnus Petersen) og tolkninger af alle den gang kendte danske runemindesmærker. Wimmers Runemindesmærker er lige udmærket ved undersøgelsernes omfang og grundighed, ved slutningernes forsigtighed og skarpsindighed og ved fremstillingens klarhed; dets resultater har sat stærke spor ikke alene i sprogvidenskaben, men også i den arkæologiske og historiske forskning. De grundede indvendinger, som senere er fremkomne, mod Wimmers opfattelse af Danmarks runemindesmærker er i virkeligheden kun små. I anledning af dette værk tildelte Videnskabernes Selskab Wimmer Madvig-Medaillen (1898).

### Andre områders runeskrifter
Af Wimmers øvrige skrifter skal endnu kun nævnes hans afhandlinger om "Sønderjyllands Runemindesmærker" (i Haandbog i det nordslesvigske Spørgsmaals Historie 1901 og Manuel historique de la question du Slesvig 1906), "De tyske Runemindesmærker" (Aarbog for nordisk Oldkyndighed 1894).

## Ordbogsudgivelser
Blandt Wimmers andre præstationer må nævnes hans deltagelse (sammen med Vilhelm Thomsen) i udgivelsen af sidste (8.) bind af Videnskabernes Selskabs Ordbog (1905) og Espersens Bornholmsk Ordbog (1908), hvori Bøjningslæren er forfattet af Wimmer.

## Kunstsamler
Wimmer og hans kone var ivrige kunstsamlere. De købte nyere danske og norske malerier og ældre af C.W. Eckersberg, J.C. Dahl og Carl Bloch. De havde blandt andet købt L.A. Rings Banevogteren. Landsbyen Ring, som familien ejede ubemærket i 65 år. Derudover havde de værker af Julius Exner, Vilhelm Groth, F.C. Kiærskou, Carl Locher, Søren Lund, J.Th. Lundbye, Thorvald Niss og Godtfred Rump. Fælles for samlingen var at alle værker havde dansk/norske motiver.

## Hædersbevisninger
På hans 70 års fødselsdag hædrede hans disciple ham ved at udsende et Festskrift (1909).
Wimmer blev Ridder af Dannebrogordenen 1883, Dannebrogsmand 1892, Kommandør af 2. grad 1901, fik Fortjenstmedaljen i guld 1905, blev Kommandør af 1. grad 1908 og fik Storkorset 1910.

## Forfatterskab
- Ludvig Frands Adalbert Wimmer: Døbefonten i Åkirkeby kirke; Gyldendal, 1887
- Ludvig Frands Adalbert Wimmer: "Sønderjyllands historiske runemindesmærker" (Festskrift fra Kjøbenhavns universitet i anl. af deres Maj. Kong ChristianX:s og Dronning Louises guldbryllup d. 26. maj 1892); Thiele 1892
- Ludvig Frands Adalbert Wimmer: Om undersøgelsen og tolkningen af vore runemindesmærker; Thieles boktrykkeri, 1895
- Ludv. F. A. Wimmer: Oprindelsen til Ordet "Vederlag" i "Vederlagsret"; 1898
- De danske runemindesmærker undersøgte og tolkede af Ludv. F. A. Wimmer: bd. Runestenene i Jylland og på øerne. 1899-1901; Gyldendal, 1901
- De danske runemindesmærker undersøgte og tolkede af Ludv. F. A. Wimmer: bd., 2. afdeling. Runeligstene og mindesmærker knyttede til kirker. Tillæg. Ordsamling. 1903-08; Gyldendal, 1908
- De danske runemindesmærker undersøgte og tolkede af Ludv. F. A. Wimmer, Bind 3; Gyldendal, 1905
- Ludv. F. A. Wimmer, Magnus Petersen: De danske runemindesmærker: bd., 1. afdeling. Forord. Almindelig indledning. 1907-08
- Ludv. F. A. Wimmer: De danske runemindesmærker; haandudgave ved Lis Jacobsen, Gyldendal, 1914
- Collectio runologica Wimmeriana; H. H. Thieles bogtrykkeri, 1915

### På internettet
- Ludv. F. A. Wimmer: Navneordenes böjning i ældre dansk: oplyst af oldnordisk og andre sprogæt; København 1868
- Ludv. F. A. Wimmer: Oldnordisk formlære til brug ved undervisning og selvstudium; København 1870